# Копетдаг
Копетда́г (с тюркск. «многогорье»; перс. کپه‌داغ‎, туркм. Köpetdag) — крупная горная система в Иране и Туркменистане, часть Туркмено-Хорасанских гор. Длина около 650 километров, высота до 3117 метров. Параллельные хребты, гряды и плато разделены продольными и поперечными долинами рек Атрек и Сумбар.

## Этимология
Название горной системы происходит от двух тюркских слов: коп — «много» и даг — «гора», то есть означает «многогорье». Изначально под этим названием подразумевалась одна гора, но позже название распространилось на всю систему.

## История
Высокая сейсмичность проявила себя при сильнейшем землетрясении 1948 года в Ашхабаде, во время которого погибло от трети до двух третей всех жителей города. На склонах — полупустынная растительность. В советское время на территории хребта в Туркменистане был создан Копетдагский заповедник.
В феврале 1979 года здесь был создан первый в СССР (и третий в мире) Институт солнечной энергии.

## Животный мир
В пустынных лёссовых предгорьях живут гепард, леопард, шакал, полосатая гиена, индийский медоед, дикобраз. На высоких открытых плато пасутся стада горных копетдагских баранов, в скалистых ущельях безоаровый козёл.

## Рекреационный и туристический потенциал
В ущелье Фирюзинка, вблизи Ашхабада, расположен курорт Фирюза. В 2000 году по хребту Копетдага в непосредственной близости от Ашхабада, была построена Тропа здоровья — бетонированная пешеходная дорожка длиной в 36 километров. В 2006 году в предгорьях Копетдага была построена подвесная канатная дорога. В 2011 году на одном из горных хребтов Копетдага возвели телерадиовещательный центр «Туркменистан» высотой 211 метров.